# Île Melchor
L’île Melchor est une île de l'archipel de Chonos, au Chili. Sa superficie est de 864 km2.